# Clark/Division (métro de Chicago)
Clark/Division est une station souterraine de la ligne rouge du métro de Chicago. Elle se situe au croisement de Clark Street et de Division Avenue dans le quartier de Near North Side à Chicago, et se trouve à proximité des bars et nights clubs les plus réputés de la ville et du quartier huppé de Gold Coast Historic District. 
Elle est située à 2 km au sud de la station North/Clybourn et à 800 mètres au nord de la station Chicago.

## Histoire
La station a ouvert ses portes en 1943 comme les autres stations du State Street Subway.
1 976 991 passagers y ont transité en 2008.

## Desserte
La station est composée d’un quai insulaire et de 2 mezzanines/salles des guichets (une à chaque extrémité).

| Nord/Ouest                 |  |             |  | Sud/Est                    |
| -------------------------- |  | ----------- |  | -------------------------- |
| North/Clybourn vers Howard |  | ligne rouge |  | Chicago vers 95th/Dan Ryan |
| modifier sur Wikidata      |  |             |  |                            |

## Correspondances avec les bus
Avec les bus de la Chicago Transit Authority :
- 22 - Clark (Owl Service - Service de nuit)
- 36 - Broadway
- 70 - Division